# Rezerwat przyrody Łazy
Rezerwat przyrody „Łazy” – rezerwat torfowiskowy o powierzchni 265,33 ha, położony w województwie zachodniopomorskim, w powiecie koszalińskim, w gminie Sianów Jest usytuowany 1 km od Morza Bałtyckiego, pomiędzy jeziorami Jamno i Bukowo, na południowy wschód od Łaz.
Został utworzony rozporządzeniem nr 44/2008 Wojewody Zachodniopomorskiego z dnia 3 sierpnia 2007 roku. Na podstawie Zarządzenia Regionalnego Dyrektora Ochrony Środowiska w Szczecinie z dnia 29 grudnia 2021 r. obszar rezerwatu powiększono z 220,1265 do 265,33 ha, włączając do niego obszar bagiennych lasów.
Celem ochrony jest zachowanie ekosystemów torfowiskowych i leśnych ze stanowiskami rzadkich roślin chronionych: woskownicy europejskiej (Myrica gale) oraz kukułki Fuchsa (Dactylorhiza fuchsii).
Obszar rezerwatu objęty jest ochroną ścisłą (147,2465 ha) i czynną (72,88 ha).
Rezerwat znajduje się na gruntach będących własnością Skarbu Państwa, w zarządzie Nadleśnictwa Karnieszewice.

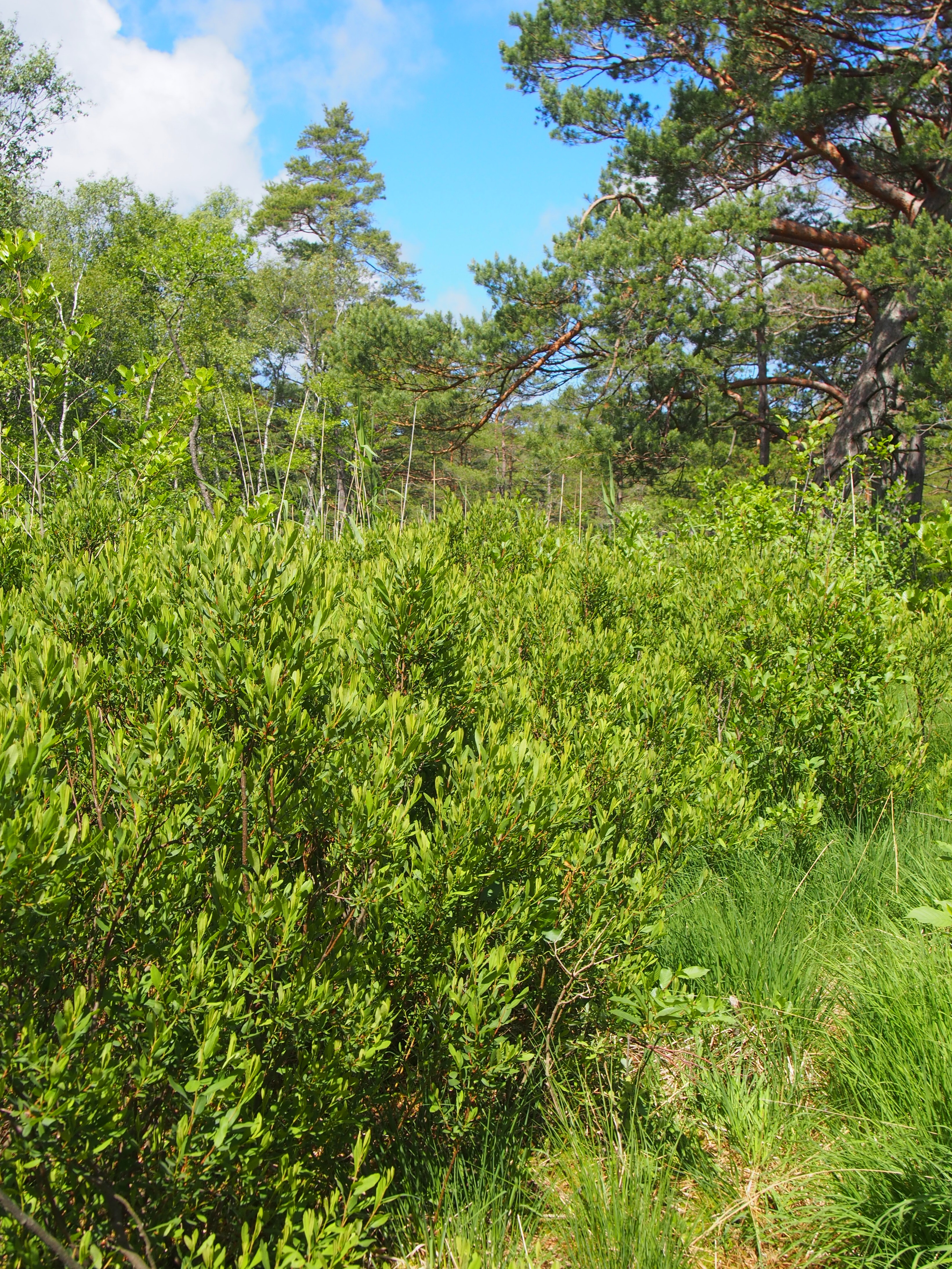
Woskownica europejska
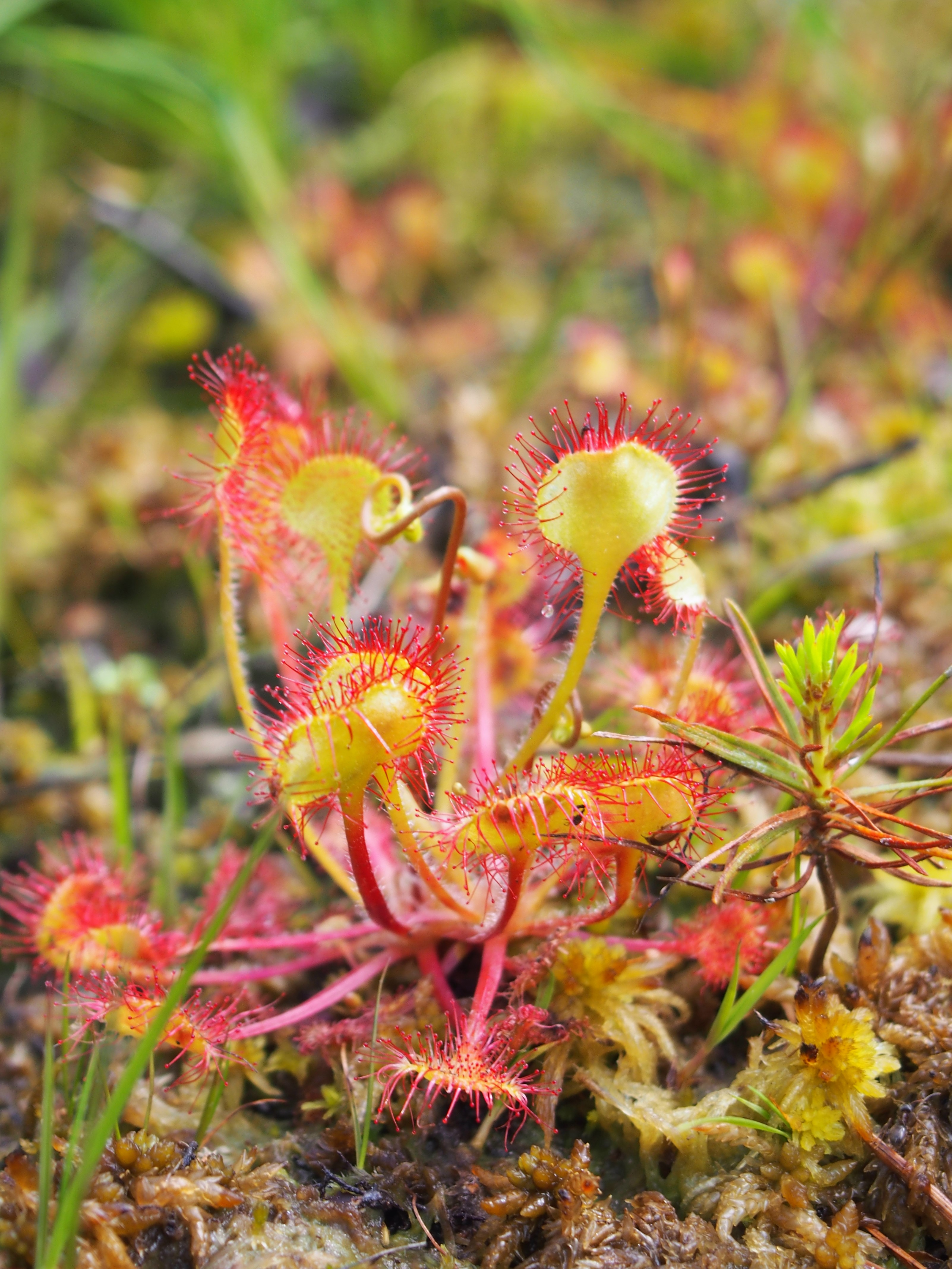
Rosiczka okrągłolistna
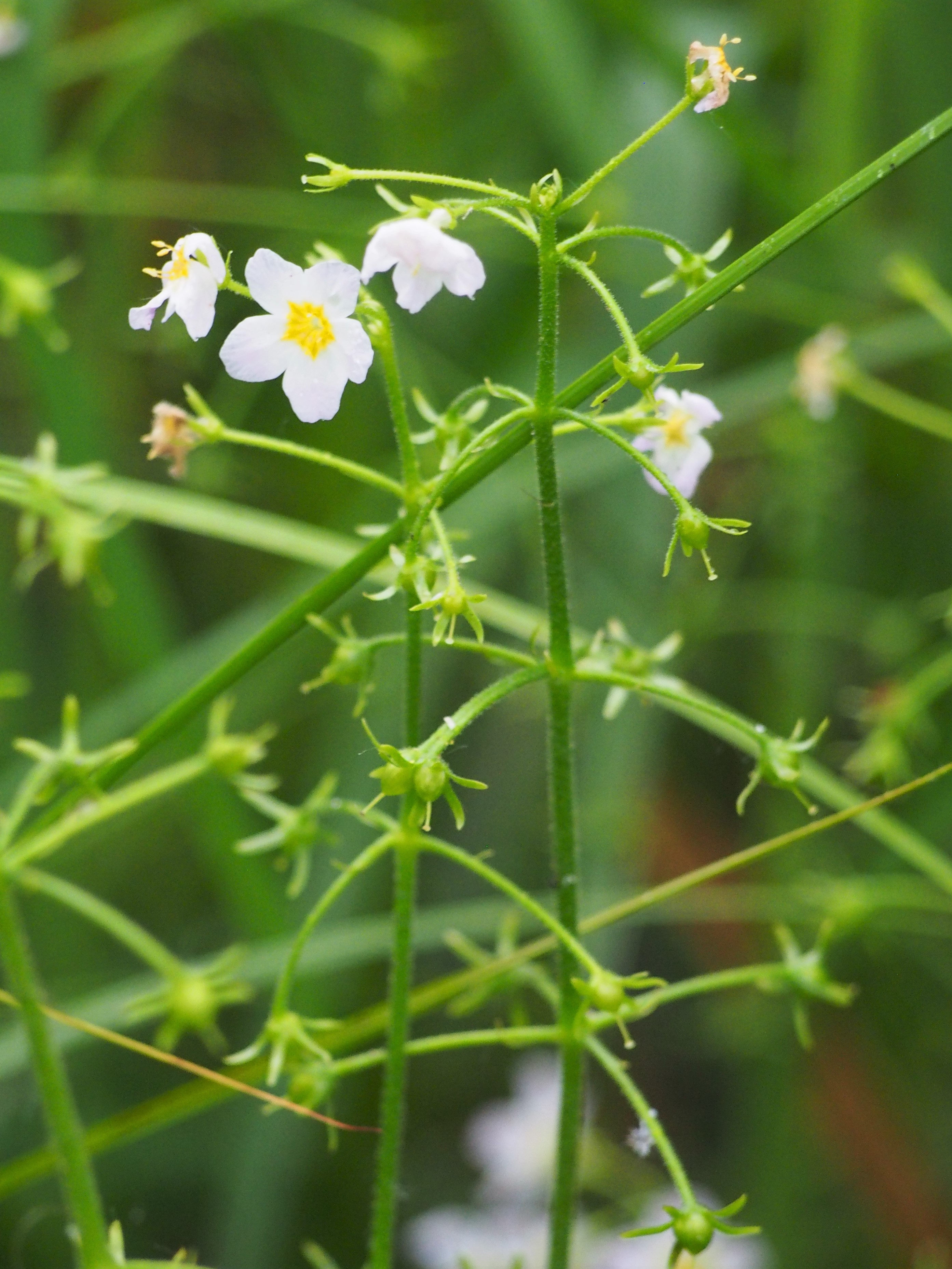
Okrężnica bagienna
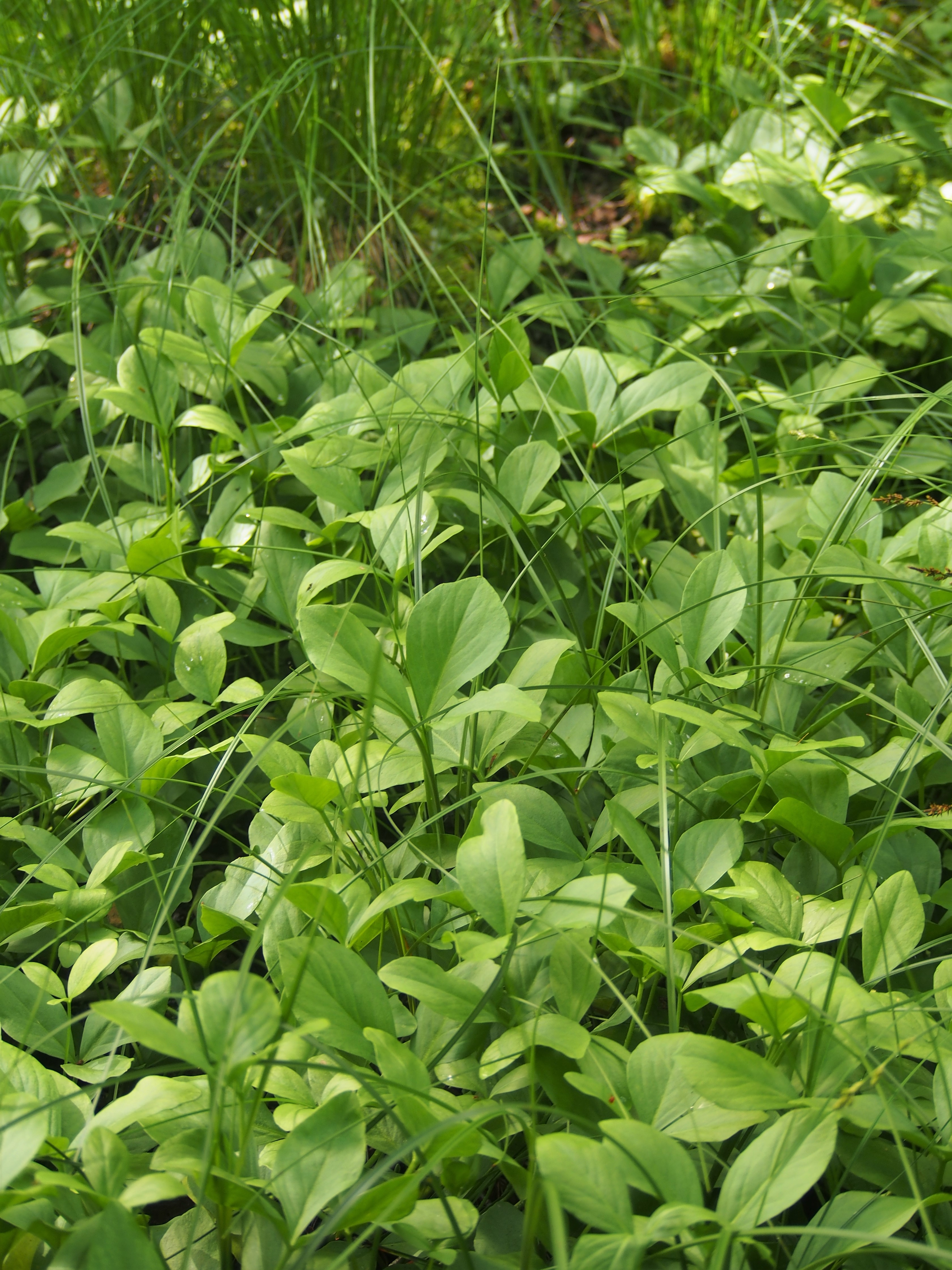
Bobrek trójlistkowy